# Clorprotixen
Clorprotixenul este un antipsihotic tipic derivat de tioxantenă, fiind utilizat în tratamentul schizofreniei, al psihozelor și al maniei ce apare în tulburarea bipolară. Prezintă și un efect antiemetic. Căile de administrare disponibile sunt orală și intramusculară.